# امین‌آباد (قرچک)
امین‌آباد روستایی در دهستان ولی آباد بخش مرکزی شهرستان قرچک استان تهران ایران است.

## جمعیت
بر پایه سرشماری عمومی نفوس و مسکن در سال ۱۳۹۵ جمعیت این مکان ۱٬۱۵۳ نفر (۴۱۱خانوار) بوده‌است.